# ジャックスの世界
| 専門評論家によるレビュー | 専門評論家によるレビュー |
| レビュー・スコア         | レビュー・スコア         |
| 出典                     | 評価                     |
| ------------------------ | ------------------------ |
| AllMusic                 | [ 2 ]                    |
| Keikaku                  | 肯定的                   |

『ジャックスの世界』（ジャックスのせかい）は、ジャックスの1枚目のスタジオ・アルバムである。1968年9月10日に発売された。
※録音時点で早川と谷野が20歳、水橋と木田が19歳。

## データ
- ディレクター：朝妻一郎
- エンジニア：守屋嘉一(ニッポン放送)
- メーカープロデューサー：高島弘之(東芝エキスプレス)
- 録音日：A面5曲 1968年4月28日、B面5曲 5月25日。
- 録音スタジオ：ニッポン放送第1スタジオ

## 評価
『新譜ジャーナル』は1972年10月号で「オリジナル・フォークレコード・コレクション」という特集を組み、28枚のフォークソングの名盤（オリジナル盤）を選び、本アルバムを選定。評価は「魅力の最たるものは、ひとつのジャンルにはまり切れない彼等独自の強烈な個性の発露にある」などと評価している。
小野島大は本作について、「早川義夫の、内面世界をイマジネーション豊かに描き切った斬新な歌詞と、魂の奥底から絞り出されるようなヴォーカル・スタイル、日本でおそらくは初めて、サイケデリックの深遠を表現しきった音楽性と、あらゆる意味で革命的だった」と述べている。
川崎大助の2015年の著書『日本のロック名盤ベスト100』において、本作は第15位に選ばれている。

## 収録曲
| #         | タイトル                     | 作詞       | 作曲       | 時間  |
| --------- | ---------------------------- | ---------- | ---------- | ----- |
| 1.        | 「マリアンヌ」               | 相沢靖子   | 早川義夫   | 5:20  |
| 2.        | 「時計をとめて」             | 水橋春夫   | 水橋春夫   | 4:16  |
| 3.        | 「からっぽの世界」           | 早川義夫   | 早川義夫   | 4:57  |
| 4.        | 「われた鏡の中から」         | 早川義夫   | 早川義夫   | 3:23  |
| 5.        | 「裏切りの季節」             | 早川義夫   | 早川義夫   | 3:20  |
| 6.        | 「ラブ・ジェネレーション」   | 早川義夫   | 早川義夫   | 3:36  |
| 7.        | 「薔薇卍」                   | 谷野ひとし | 谷野ひとし | 2:29  |
| 8.        | 「どこへ」                   | 相沢靖子   | 木田高介   | 3:10  |
| 9.        | 「遠い海へ旅に出た私の恋人」 | 相沢靖子   | 早川義夫   | 4:23  |
| 10.       | 「つめたい空から500マイル」  | 早川義夫   | 水橋春夫   | 3:02  |
| 合計時間: | 合計時間:                    | 合計時間:  | 合計時間:  | 37:58 |

## パーソネル
- 早川義夫 - リード・ヴォーカル、サイド・ギター
- 水橋春夫 - リード・ギター、サイド・ヴォーカル
- 谷野ひとし - ベース
- 木田高介 - ドラムス、フルート

## 発売履歴
| 発売日         | レーベル                         | 規格 | 規格品番   | 備考                                 |
| -------------- | -------------------------------- | ---- | ---------- | ------------------------------------ |
| 1968年9月10日  | 東芝音楽工業 / Express           | LP   | EP-7704    |                                      |
| 1971年6月5日   | 東芝音楽工業 / Express           | LP   | ETP-8089   |                                      |
| 1976年         | 東芝EMI / Express                | LP   | ETP-72177  |                                      |
| 1989年4月25日  | Solid Records                    | CD   | CDSOL-1012 |                                      |
| 1996年8月31日  | Living, Dining & Kitchen Records | LP   | 19-LDKLP   |                                      |
| 1998年3月18日  | ユニバーサルミュージック         | CD   | TOCT-10131 |                                      |
| 2003年6月27日  | ユニバーサルミュージック         | CD   | TOCT-25104 | 紙ジャケット仕様、デジタルリマスター |
| 2005年3月30日  | ユニバーサルミュージック         | CD   | TOCT-16015 |                                      |
| 2011年10月26日 | ユニバーサルミュージック         | CD   | TOCT-11406 |                                      |
| 2018年6月13日  | ユニバーサルミュージック         | CD   | UPCY-9743  |                                      |